# Dawes (gruppo musicale)
I Dawes sono un gruppo roots rock statunitense formatosi nella periferia nord di Los Angeles nel 2009.
È composto dai fratelli Taylor (voce, chitarra) e Griffin Goldsmith (batteria), Wylie Weber (basso) e Lee Pardini (tastiere).
Il loro stile musicale è influenzato principalmente dal country rock degli anni settanta (Crosby, Stills & Nash, Neil Young, The Band).
Furono scoperti dal produttore e cantante Jonathan Wilson che li fece partecipare ad alcune jam session con artisti famosi come Conor Oberst, Benmont Tench e Chris Robinson.
Hanno esordito nel 2009 con l'album North Hills per ATO Records, registrato su un nastro analogico, e che ha visto la partecipazione di Pat Sansone dei Wilco. La loro partecipazione televisiva è del 2010 durante il The Late Late Show with Craig Ferguson.
Sempre nel 2010 ad Alex Casnoff è subentrato Tay Straithairn alle tastiere, e vengono invitati al Late Show with David Letterman dove suonano assieme a Robbie Robertson.
Nel giugno del 2011 è uscito il loro secondo album Nothing Is Wrong.
Il 9 aprile 2013, anticipato dal singolo "From a Window Seat", è uscito il terzo disco Stories Don't End prodotto da Jacquire King e registrato nel settembre 2012 ad Asheville.

## Discografia

### Album
- 2009 - North Hills (ATO Records)
- 2011 - Nothing Is Wrong (ATO Records)
- 2013 - Stories Don't End (Red General Catalog (US), Hub Records (Canada))
- 2015 - All Your Favorite Bands (HUB Records)
- 2016 - We're All Gonna Die (HUB Records)
- 2018 - Passwords (HUB Records)
- 2020 - Good Luck Whatever (Rounder Records)
- 2022 - Misadventures of Doomscroller (Rounder Records)

## Galleria d'immagini

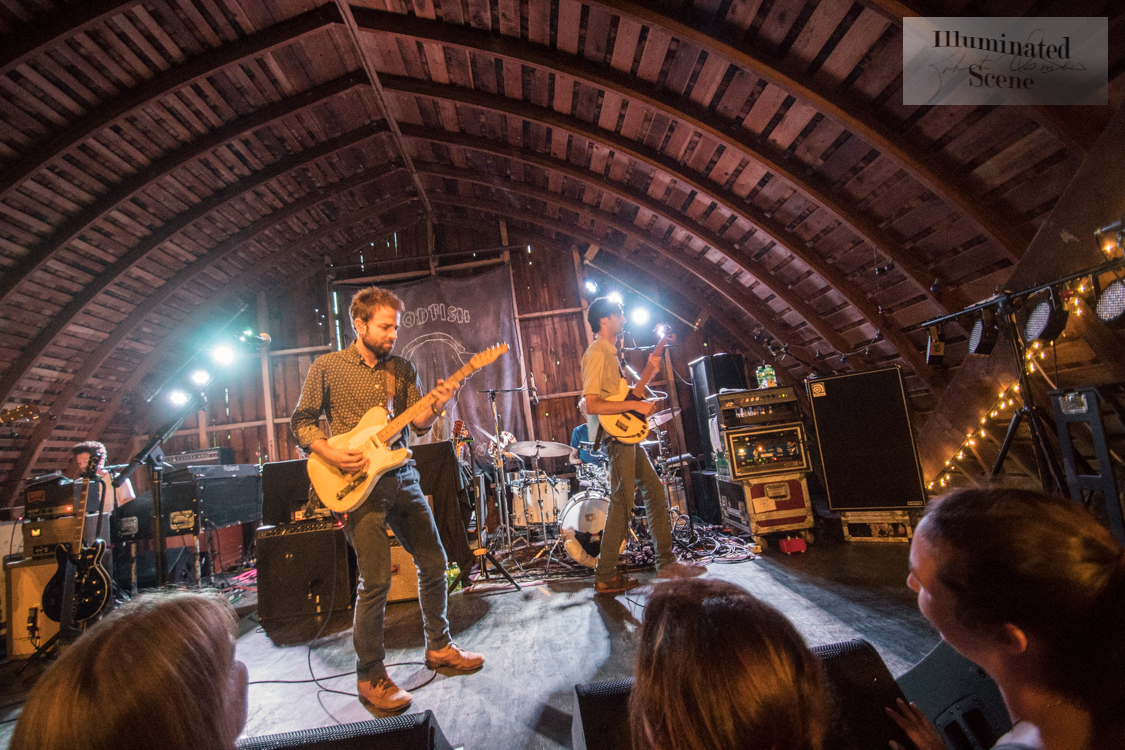
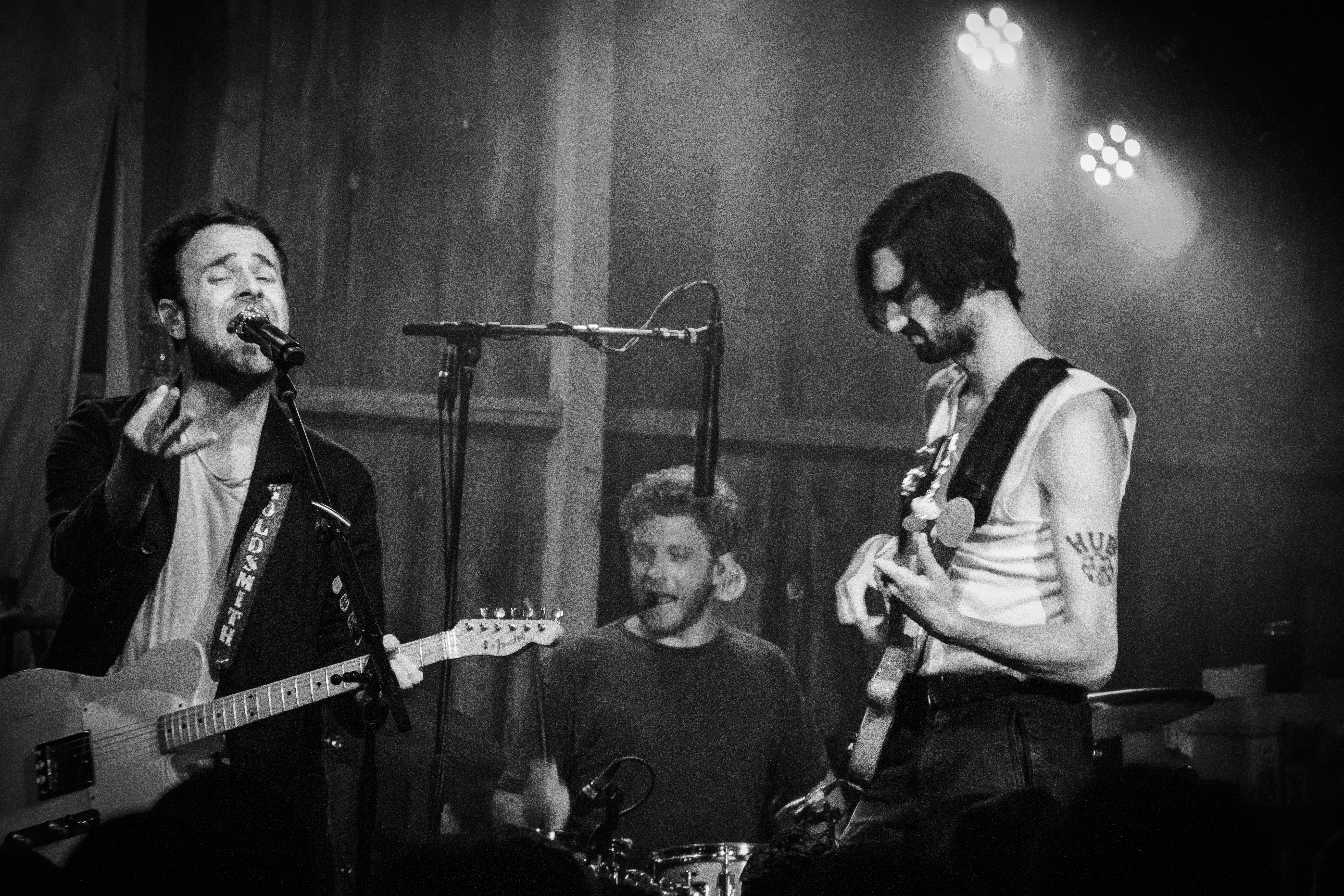
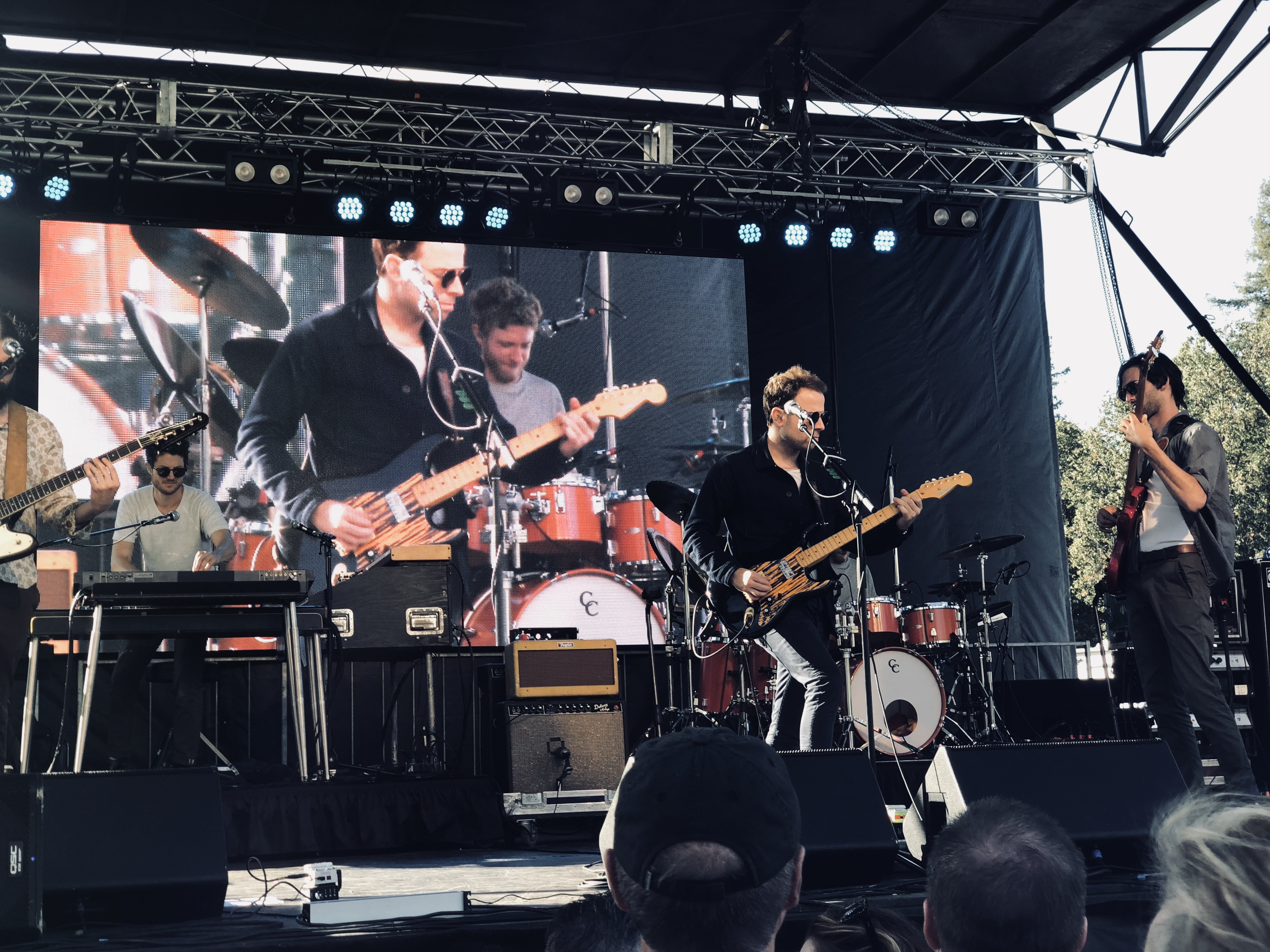
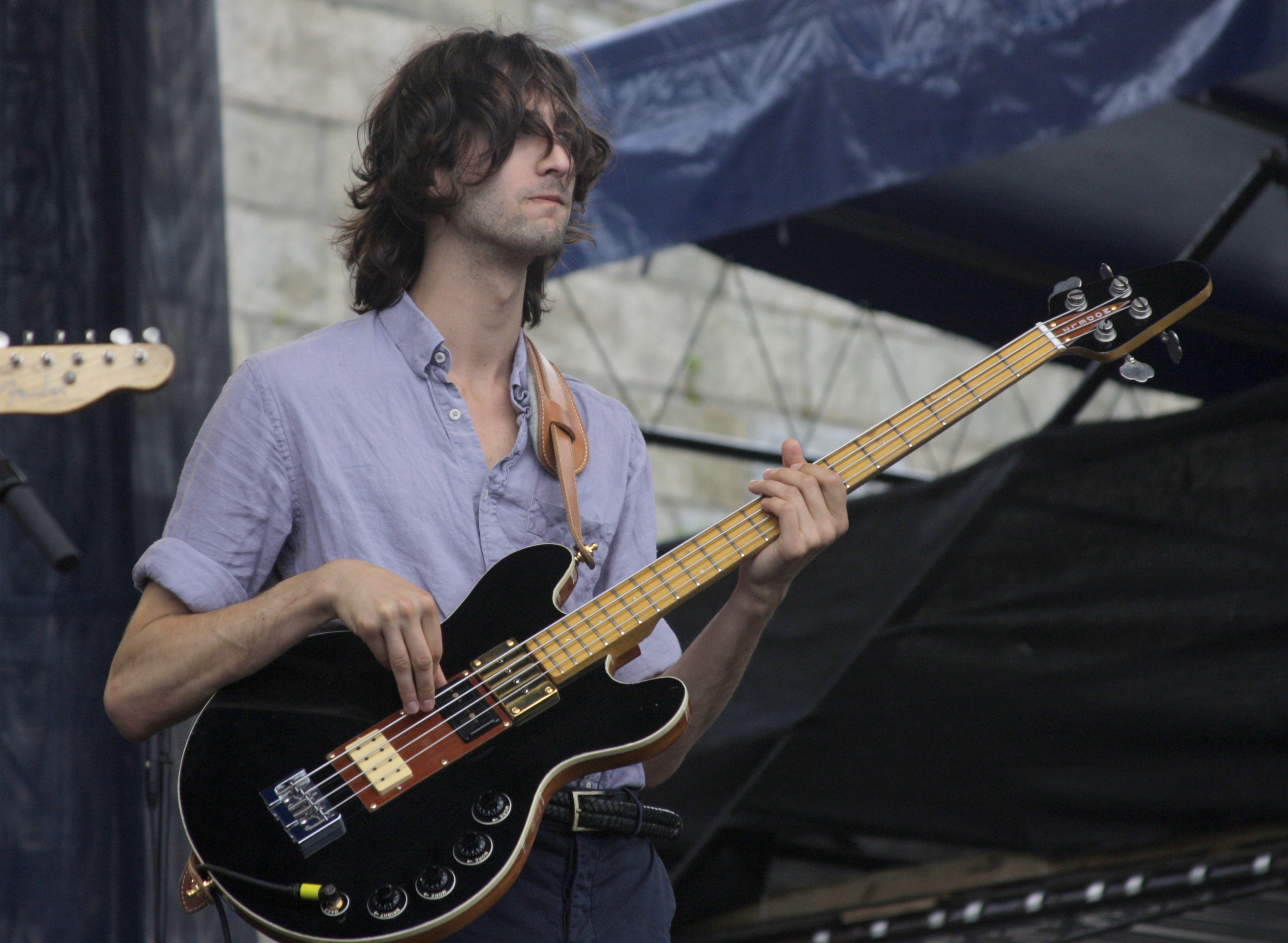
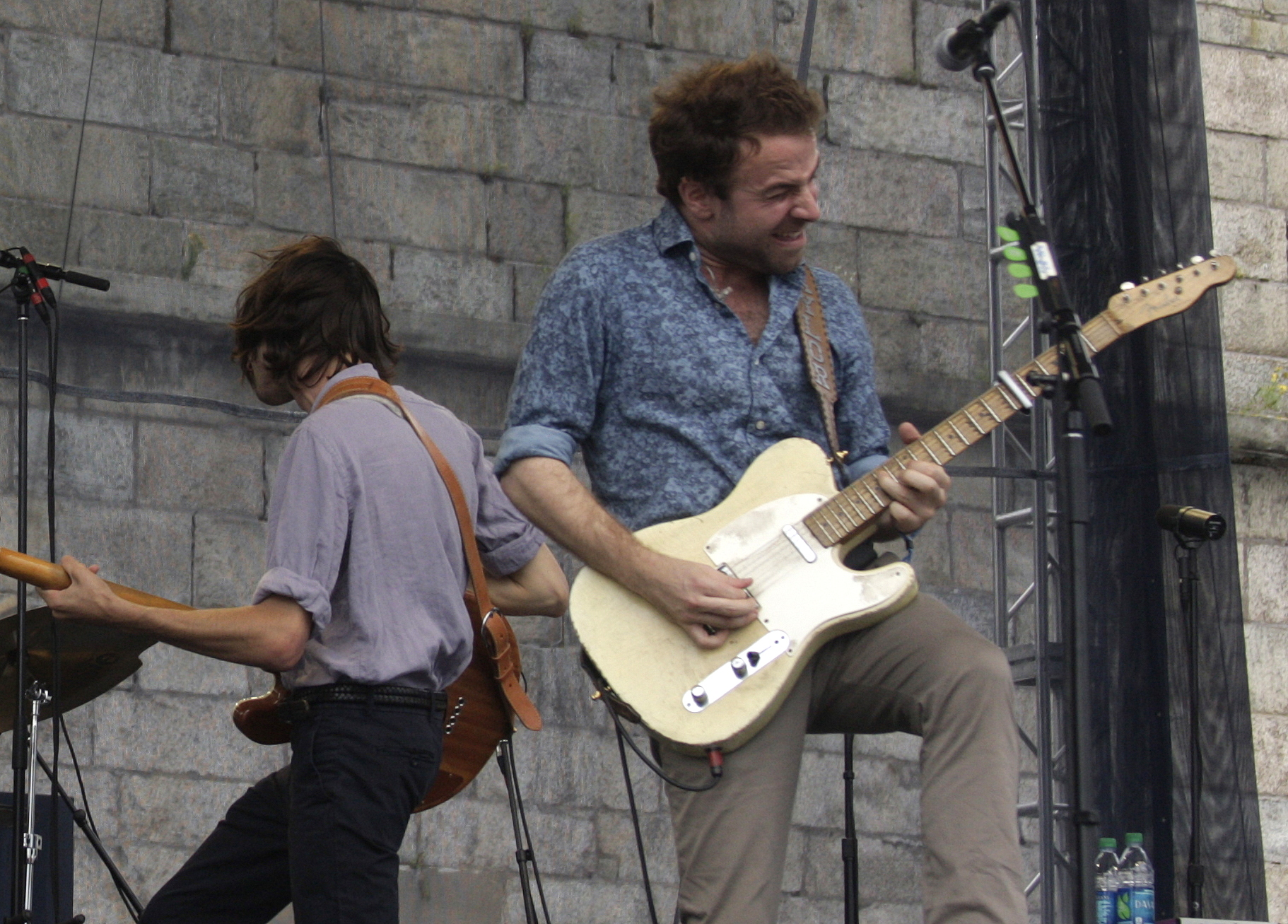
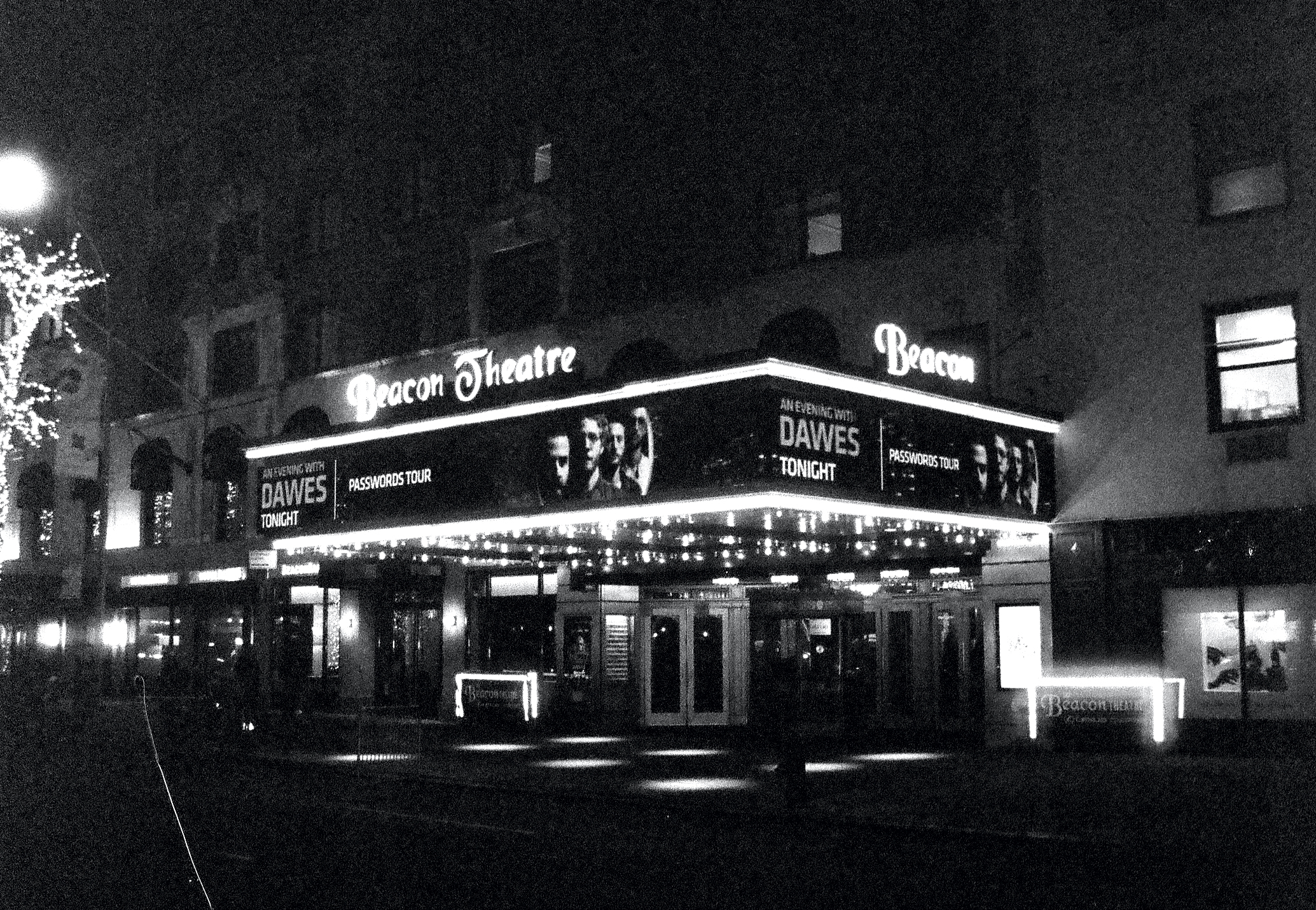
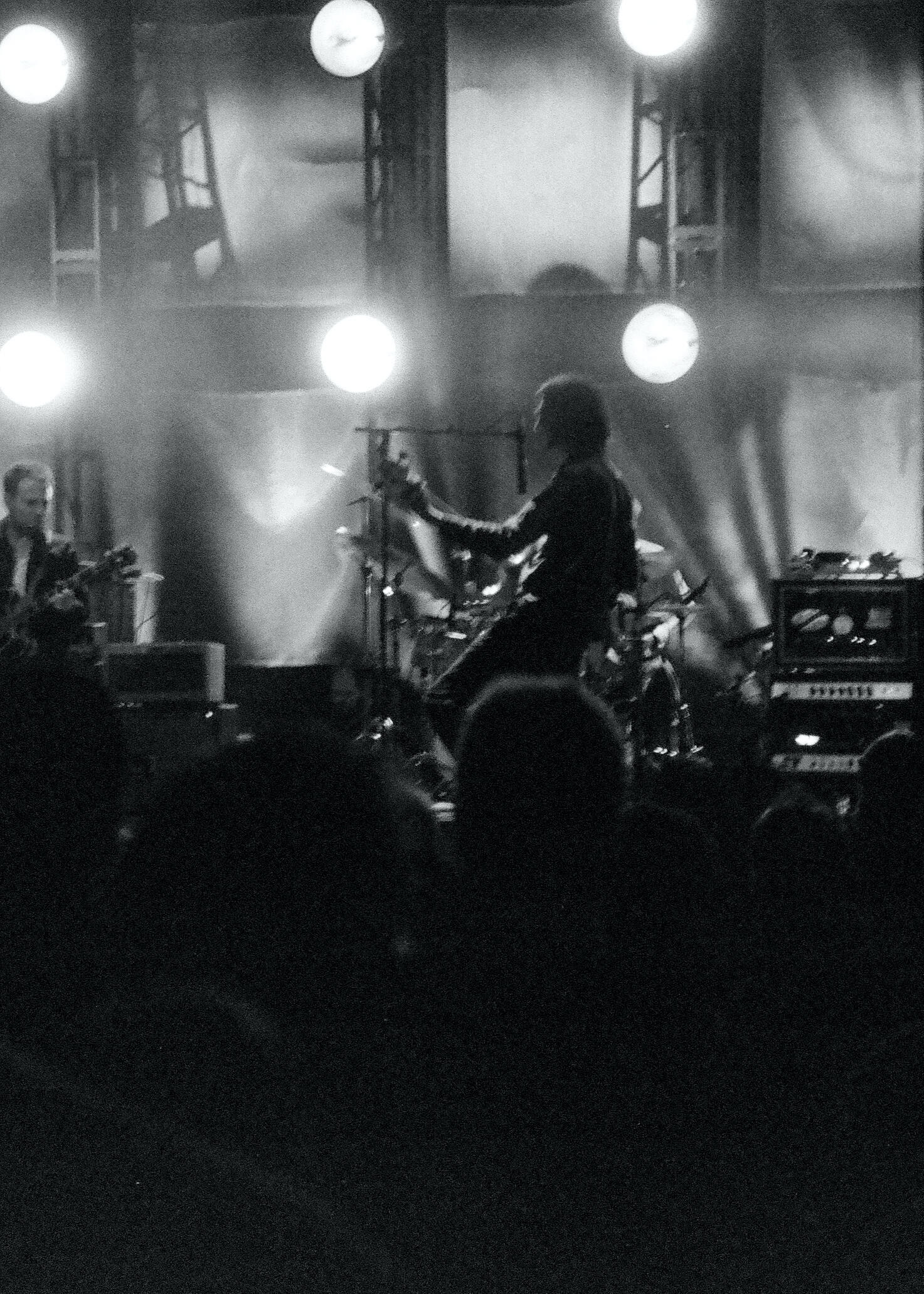